# 新兴郡 (唐朝)
新兴郡，中国唐朝时设置的郡。
唐玄宗天宝元年（742年），改新州置新兴郡。治所在新兴县（今广东省新兴县）。下辖新兴县、索卢县（今广东省新兴县六祖镇洒落村）、永顺县（今广东省云浮市腰古镇城头村）。唐肃宗乾元元年（758年）复改为新州。